# Постинтернатное сопровождение

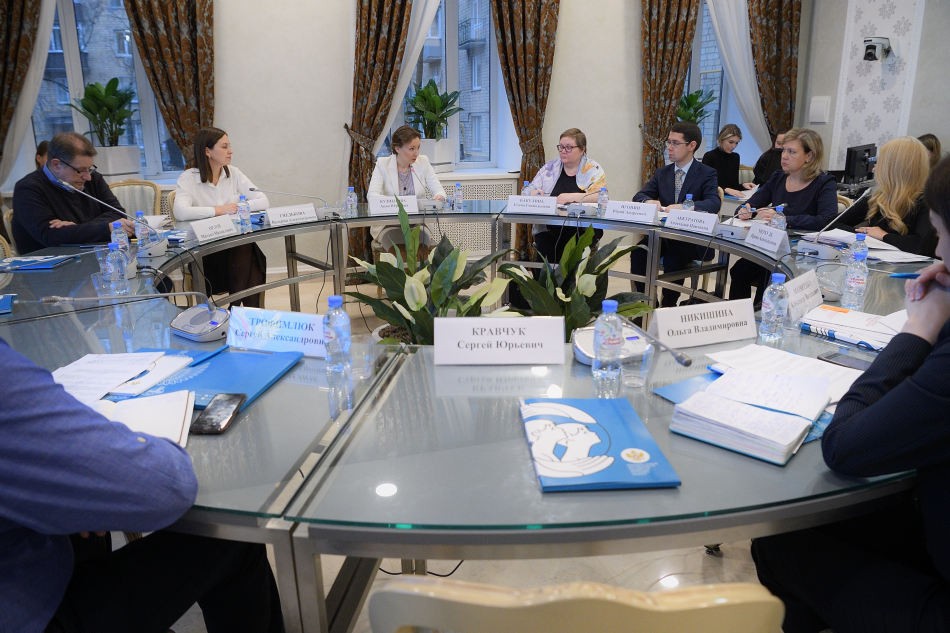
Анна Кузнецова провела заседание рабочей группы по совершенствованию постинтернатного сопровождения детей-сирот

Постинтернатное сопровождение (или адаптация) ― комплекс услуг, с помощью которых специалисты помогают детям-сиротам (от 18 до 23 лет) адаптироваться к самостоятельной жизни вне стен учреждения. Выпускникам помогают заполнить квитанции на оплату жилищно-коммунальных услуг, оформить квартиру в собственность, оказывают содействие при трудоустройстве.
В широком смысле постинтернатное сопровождение рассматривается как комплекс мероприятий, реализуемых на основе межведомственного взаимодействия участников сопровождения и направленных на успешную социальную адаптацию выпускника учреждения для детей-сирот, их самореализацию, снижение числа правонарушений и преступлений, совершаемых как самими лицами рассматриваемой категории, так и по отношению к ним.
В узком смысле данное понятие рассматривается как деятельность постинтернатных воспитателей по оказанию содействия лицам из числа детей-сирот в получении образования, трудоустройстве, защите и обеспечении реализации прав на жилое помещение, приобретении навыков адаптации в обществе, организации досуга, а также по обеспечению физического, психического, нравственного и духовного развития, осуществляемая на основе договора о постинтернатном сопровождении.
Постинтернатное сопровождение рассматривается как процесс адаптации детей-сирот и детей, лишенных родительского попечения, к социальным условиям вне учреждения, когда выпускник входит в самостоятельную жизнь.

## Описание проблемы
Ежегодно из стен детского дома выходит до 16 тыс. выпускников. Ребёнок, растущий в условиях учреждений интернатного типа, как правило не осваивает навыки продуктивного общения. Дети-сироты вплоть до подросткового возраста затрудняются в рефлексии на эмоциональное состояние другого человека, в чтении чужих эмоций. Неправильно формирующийся опыт общения приводит к тому, что ребёнок занимает по отношению к другим негативную позицию. Поэтому именно сегодня становится актуальной проблема разработки и реализации технологии постинтернатного сопровождения выпускников государственных учреждений.
В начале самостоятельной жизни дети-сироты, лишенные возможности общения с близкими людьми и не имеющие опыта эмпатийного общения, жившие в регламентированной системе, сталкиваются со специфическими трудностями. Например, им сложно строить отношения с людьми, они боятся брать на себя ответственности, им сложно следить за своим здоровьем и за финансами. Переход к самостоятельной жизни сильнейший стресс для молодого человека, выросшего в условиях замкнутой системы детского дома.
После того как воспитанники детский дом или школу-интернат покидают учреждение у них возникает ряд проблем:
- иждивенческий образ жизни (ребята часто нигде не работают и не учатся);
- потеря жилья и денег, имеющихся на личном счете (часто ребята становятся жертвой мошенничества);
- девиации (употребление алкоголя или других психотропных веществ);
- правонарушения (ребята часто совершают их в первый год после выхода из детского дома или оказываются вовлеченными в преступную деятельность);
- отсутствие эталона подражания (не на кого ориентироваться, строя свой образ);
- недостаточная информированность, незнание возможностей профессионального старта (прав, способов освоения профессии, самих профессий);

## История
Проблема социальной адаптации и успешной интеграции выпускников закрытых государственных учреждений существовала с самого начала их создания. Острота вопроса во многом зависела от уровня заботы в самих интернатных учреждениях, возраста воспитанников при выпуске и наличия механизмов интеграции в обществе.
В СССР интеграция детей сирот и лиц из их числа была основана на плановой экономике и четких установках коммунистической системы: сирот принимали по разнарядкам во все учебные заведения, откуда их нельзя было отчислить; после в обязательном порядке трудоустраивали, и трудовой коллектив был в ответе за своих новых членов; в дальнейшем предоставлялось первоочередное жилье, и к годам 30- 35 завершалась их успешная социальная интеграция.
В нашей стране самый сложный период в социальной адаптации выпускников государственных учреждений для детей-сирот пришелся на конец 90-х гг. Старый механизм интеграции рухнул вместе с социалистическим строем, а новый был еще не создан.
Рыночная экономика и последующая за ней свобода учебных заведений в выборе программ, наборе и подготовке учебного контингента позволила многим учебным учреждениям избавиться от тяжелого балласта в виде трудных подростков из числа детей-сирот. Сделать это было не сложно: следовало отказаться от дорогостоящих общежитий и переориентировать специальности на востребованные на рынке труда. В этом случае можно было принимать только детей из семьи, да еще и по конкурсу. Для выпускников интернатных учреждений оставались лишь те учебные заведения, где было казенное жилье. Как правило, это были отдаленные от районных центров профессиональные училища с ветхим оборудованием, в которых обучали устаревшим специальностям.
Такая ситуация привела к большой концентрации детей-сирот в одном учебном заведении. Педагогический коллектив оказался неготовым к работе с этим особенным контингентом, а учащиеся из числа детей-сирот приносили и укрепляли те негативные модели поведения, которые они наработали за годы воспитания в детских домах и школах-интернатах. Таким образом, к началу 21 века ситуация в стране была удручающей.

## Договор постинтернатного сопровождения
Постинтернатное сопровождение осуществляется в отношении детей-сирот и детей, оставшихся без попечения родителей, и лиц из их числа, после окончания их пребывания в организации для детей-сирот и детей, оставшихся без попечения родителей (в возрасте от 18 до 23 лет) на основании договора постинтернатного сопровождения, заключаемого на срок реализации мероприятий, предусмотренных индивидуальным планом постинтернатного сопровождения.
Постинтернатное сопровождение могут осуществлять как частные лица (см. патронат), так и специализированные организации. Чтобы взять выпускника детского дома на патронат нужно заключить договор между ребёнком и организацией для детей-сирот или детей, оставшихся без попечения родителей, либо между ребёнком, такой организацией и потенциальным патронатным воспитателем ребёнка.

## Законодательство
Институтом уполномоченных по правам ребёнка ведется разработка и координация законодательных инициатив по совершенствованию мер поддержки детей-сирот и детей, оставшихся без попечения родителей. Одна из программ постинтернатного сопровождения института уполномоченных является Наставничество. Программа нацелена на оказание помощи детям-сиротам, оставшимся без попечения родителей, в развитии личности, самореализации, формировании активной жизненной позиции.
На федеральном уровне закон о постинтернатном сопровождении пока не принят, но некоторые субъекты РФ приняли его на региональном уровне, например в Иркутской области
В сентябре 2021 года Анна Кузнецова призвала распространить на федеральном уровне программу наставничества для детей-сирот, которая в настоящее время есть лишь в некоторых учреждениях России. 

## Служба постинтернатного сопровождения
В организациях постинтернатное сопровождение осуществляют специалисты разного профиля: педагог-психолог, специалист по социальной работе, юрисконсульт, социальный педагог. Основная задача специалистов поддержать выпускника детского дома, дать ему освоиться в новом мире, научить самостоятельно строить свою жизнь, планировать будущее, развиваться и идти вперед. Каждый выпускник может рассчитывать на помощь в регистрации по месту жительства, подготовке к заселению в полученную квартиру. Например, специалисты рассказывают, как поставить счетчики, помогают организовать ремонт, получить социальную поддержку, устроиться на работу или учёбу, организовать свое свободное время и летний отдых, решать юридические проблемы.

### Задачи службы
Задачи службы постинтернатного сопровождения:
- Оказание юридической помощи;
- Содействие в получении образования;
- Содействие в трудоустройстве;
- Содействие в обеспечении реализации права на жилое помещение;
- Содействие в приобретении навыков адаптации в обществе, организации досуга, обеспечении физического, психического, нравственного и духовного развития;
- Содействие в решении трудных жизненных ситуаций и защите своих прав.

### Направления деятельности службы
Основные направления деятельности службы постинтернатного сопровождения:
- социальный патронат или индивидуальное сопровождение выпускников (кураторство);
- индивидуальное консультирование;
- организация досуга (открытая гостиная, клуб выпускников, ассоциация выпускников интернатных учреждений, кружки по интересам (хореографический кружок, класс гитары, медиагруппа).[20]

### Виды кураторства
Активное сопровождение — систематическую совместную деятельность куратора и выпускника по нерешённым проблемам, ежедневный контакт, привлечение внешних дополнительных ресурсов.
Пассивное сопровождение организуется при удовлетворительном уровне социализации и осуществляется не более шести месяцев в первый год обучения. Предполагается, что во время ведения случая куратор продолжает поддерживать контакт с выпускником и предпринимает совместные действия, направленные на то, чтобы обеспечить сохранение достигнутых результатов.

### Уровни социализации выпускника
Уровни социализации диагностируются в течение всего процессе кураторства над выпускником детского дома:
- Кризисный уровень: выпускник находится в социально опасном положении; требуется немедленное вмешательство для обеспечения его безопасности и благополучия.
- Неблагополучный уровень: существуют значительные трудности, с которыми выпускник сам не может справиться и которые негативно влияют на качество жизни и профессиональную адаптацию; если не оказать поддержку, вмешательство, есть риск, что выпускник окажется в социально опасном положении.
- Удовлетворительный уровень: существуют некоторые трудности, но подросток в состоянии с ними справиться самостоятельно или с небольшой поддержкой; имеющиеся трудности не оказывают существенного влияния на качество его жизни и профессиональную адаптацию; отсутствует риск того, что выпускник окажется в социально опасном положении.
- Благополучный уровень: выпускник практически полностью справляется со своими жизненными задачами и профессионально адаптирован, располагает достаточными условиями для полноценной адаптации.

Основным результатом деятельности службы является характер адаптации выпускников.